# Свистач філіппінський
Свистач філіппінський (Dendrocygna arcuata) — вид гусеподібних птахів родини качкових (Anatidae).

## Поширення
Вид поширений в Південно-Східній Азії (Індонезія, Філіппіни, Малайзія), Новій Гвінеї, Австралії, Океанії (Фіджі, Нова Каледонія).

## Опис

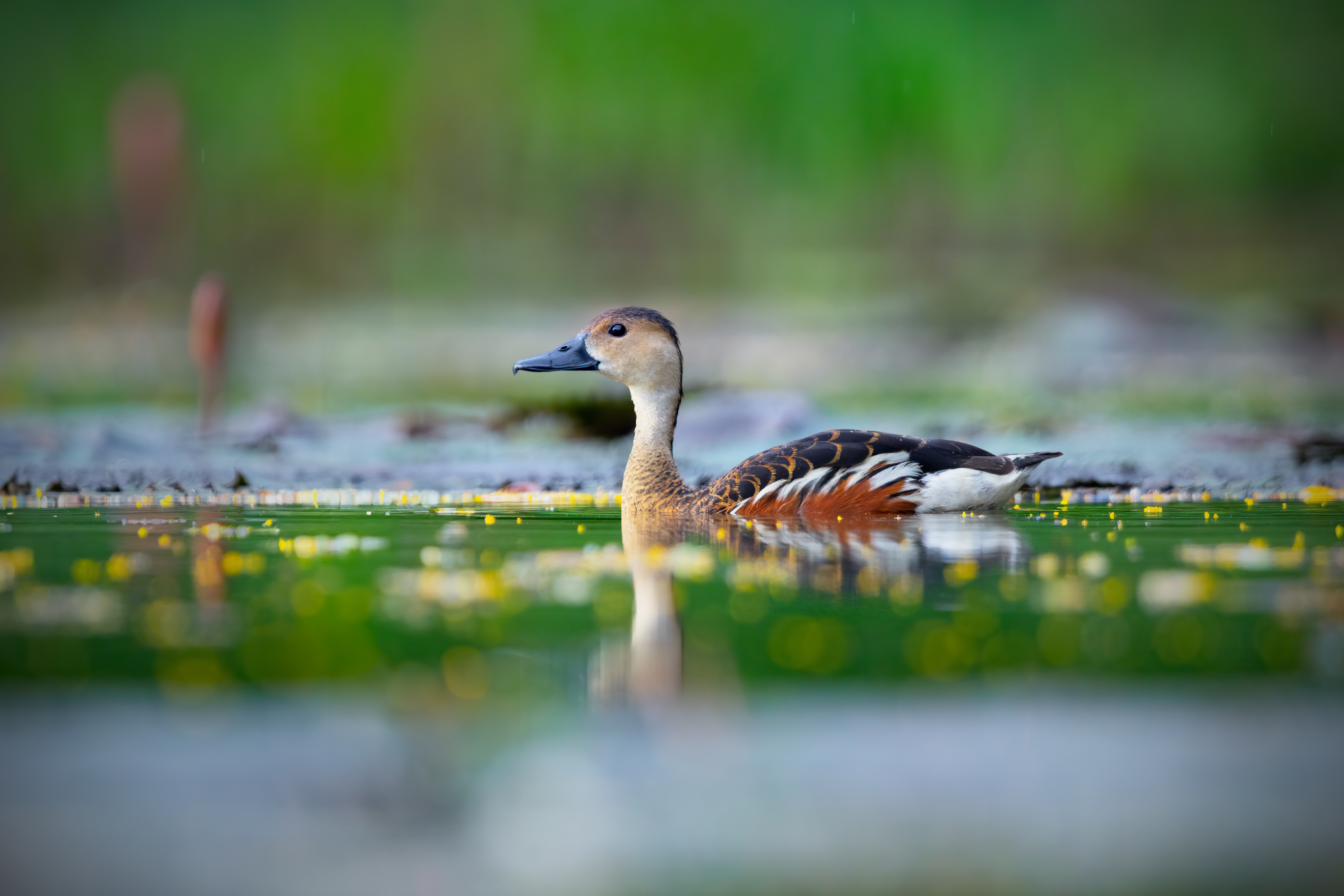
D. arcuata, Порт-Морсбі, Папуа Нова Гвінея

Птах завдовжки 54—60 см, вагою 750 г. Він має довгі ноги та шию. Верх голови та задня частина шиї чорні. Решта тіла коричневе з чорними цятками. Боки тіла білі.

## Спосіб життя
Живе на глибоких озерах, затоплених луках та дамбах. Живиться водними рослинами, рідше комахами та дрібними хребетними. Розмноження відбувається під час тропічного вологого сезону, як правило, в період з грудня по травень. Гніздо облаштовує на березі неподалік від води, як правило, у високій траві чи захищеному місці. Самиця відкладає 6—15 яєць.

## Підвиди
- D. a. arcuata (Horsfield, 1824) — Південно-Східна Азія
- D. a. australis (Reichenbach, 1850) — Австралія
- D. a. pygmaea (Mayr, 1945) — Нова Британія